# Idåsens naturvårdsområde
Idåsens naturvårdsområde är ett naturvårdsområde (sedan 1999 likställt med naturreservat) i Långareds socken i Alingsås kommun i Västergötland. Det omfattar den tidigare torpmiljön Idåsen, belägen i vildmarksområdet Risveden. Idåsen avsattes som naturvårdsområde år 1990 och förvaltas av Västkuststiftelsen.
Reservatet är centrerat kring ödetorpet Idåsen, som varit bebott sedan 1647. Torpbebyggelsen omfattade tidigare en bostad med tillhörande jordbruk, men av byggnaderna återstår idag endast en lada som används som raststuga samt husgrunder och två vindskydd, varav det senaste uppfördes 2009. I anslutning till dessa finns odlingsrösen, stenmurar och gärdesgårdar. Odling bedrevs i området fram till 1930-talet.
Landskapet präglas av små öppna åkrar som växlar med lövdungar och solitära träd, främst ek och hassel samt inslag av ask, bok och oxel. Kring husgrunden växer planterade prydnadsväxter som syren och spirea. De öppna markerna sköts som ängsmark och slås årligen, bland annat vid det återkommande slåttergillet som anordnas av hembygdsföreningarna i Bjärke och Långared. I den västra delen av reservatet ligger Risvedens högsta punkt, 201 meter över havet. Tidigare erbjöd platsen vidsträckt utsikt över sjön Anten samt mot Billingen och Kinnekulle, men skogsplantering har med tiden begränsat siktlinjen.
Reservatet är ett populärt utflyktsmål. Från raststugan utgår en markerad stig mot Strömliden, och området har nära förbindelse med motionsspåret runt Stora Skansasjön. Vid raststugan finns informationsskylt och vedförråd.

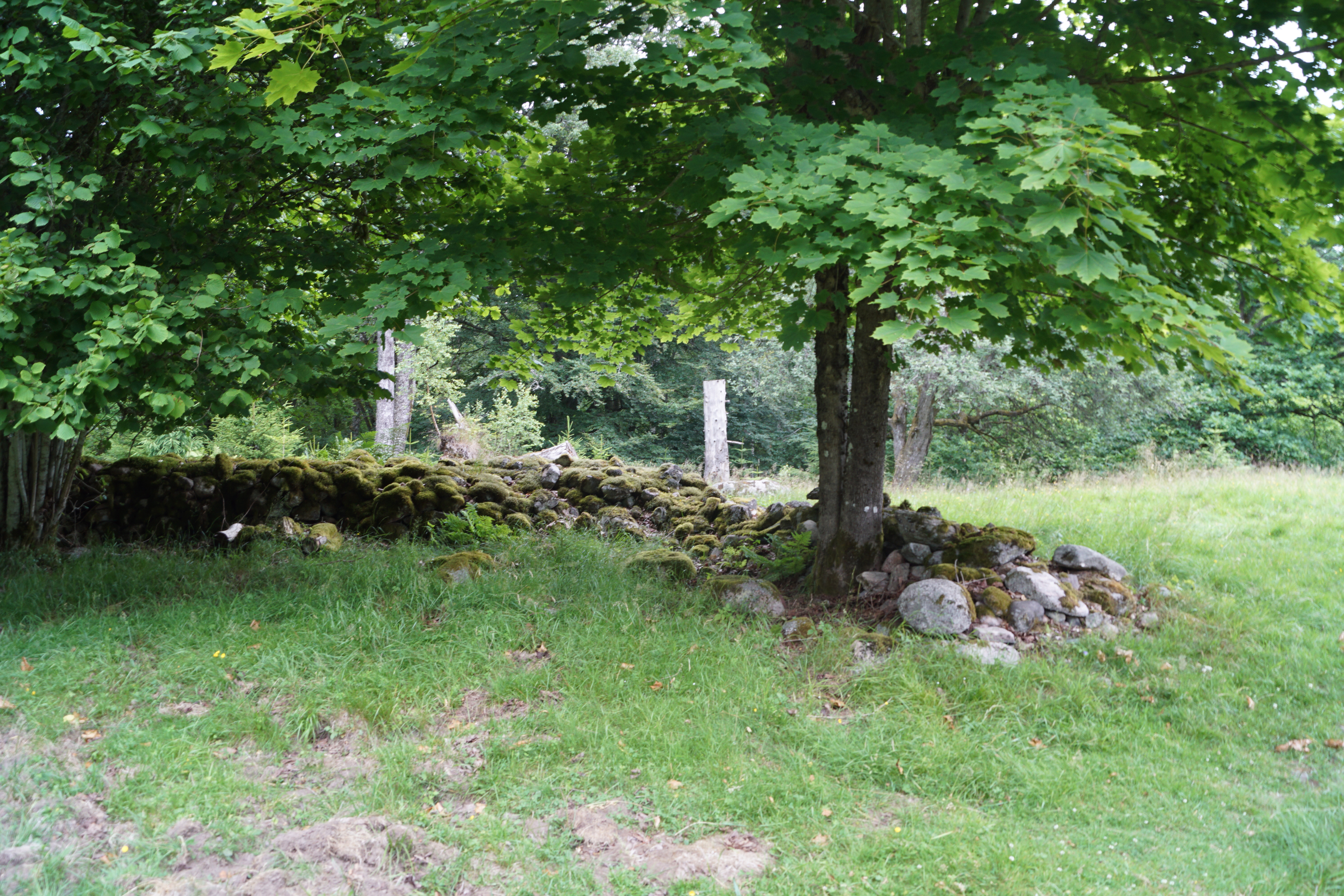
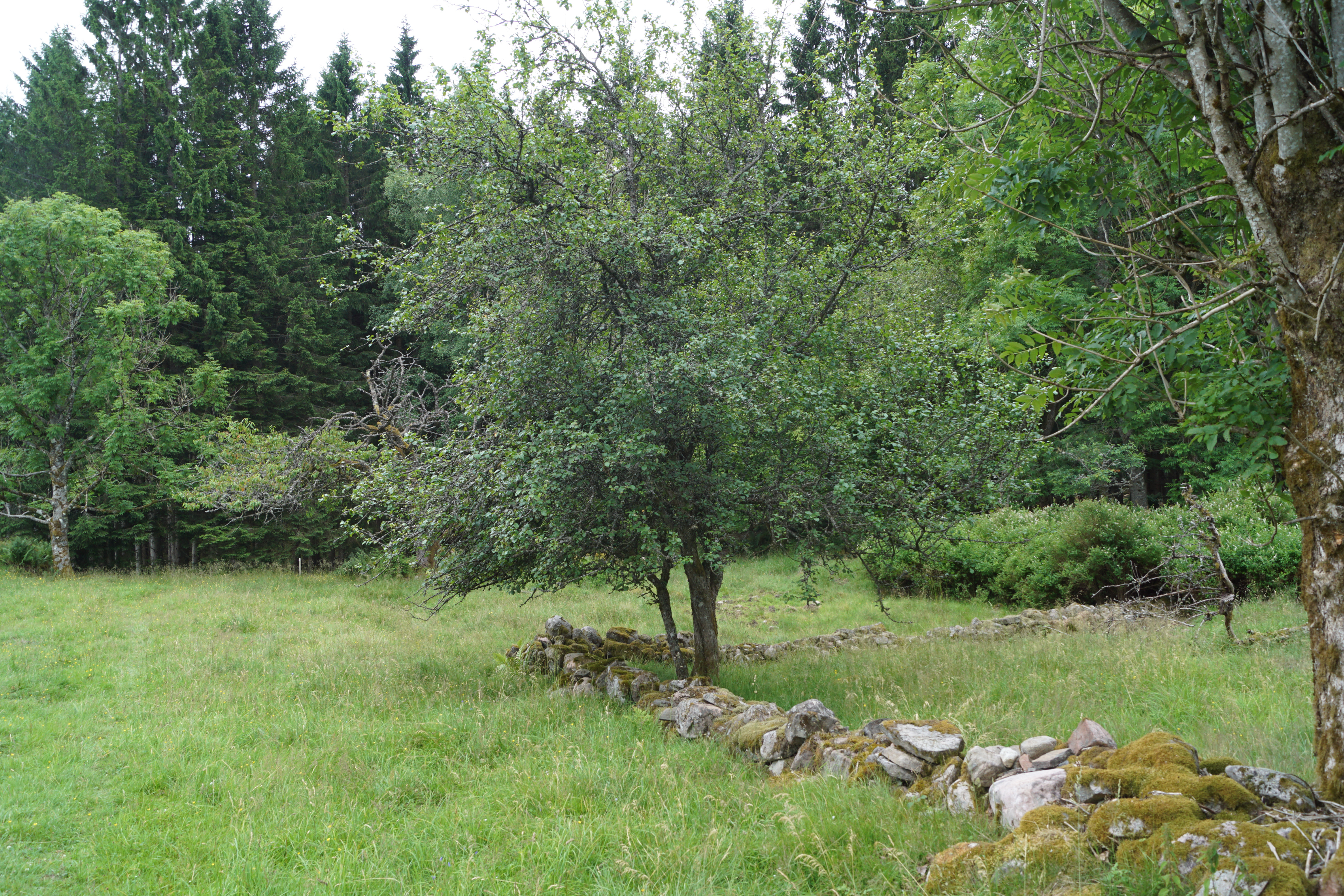
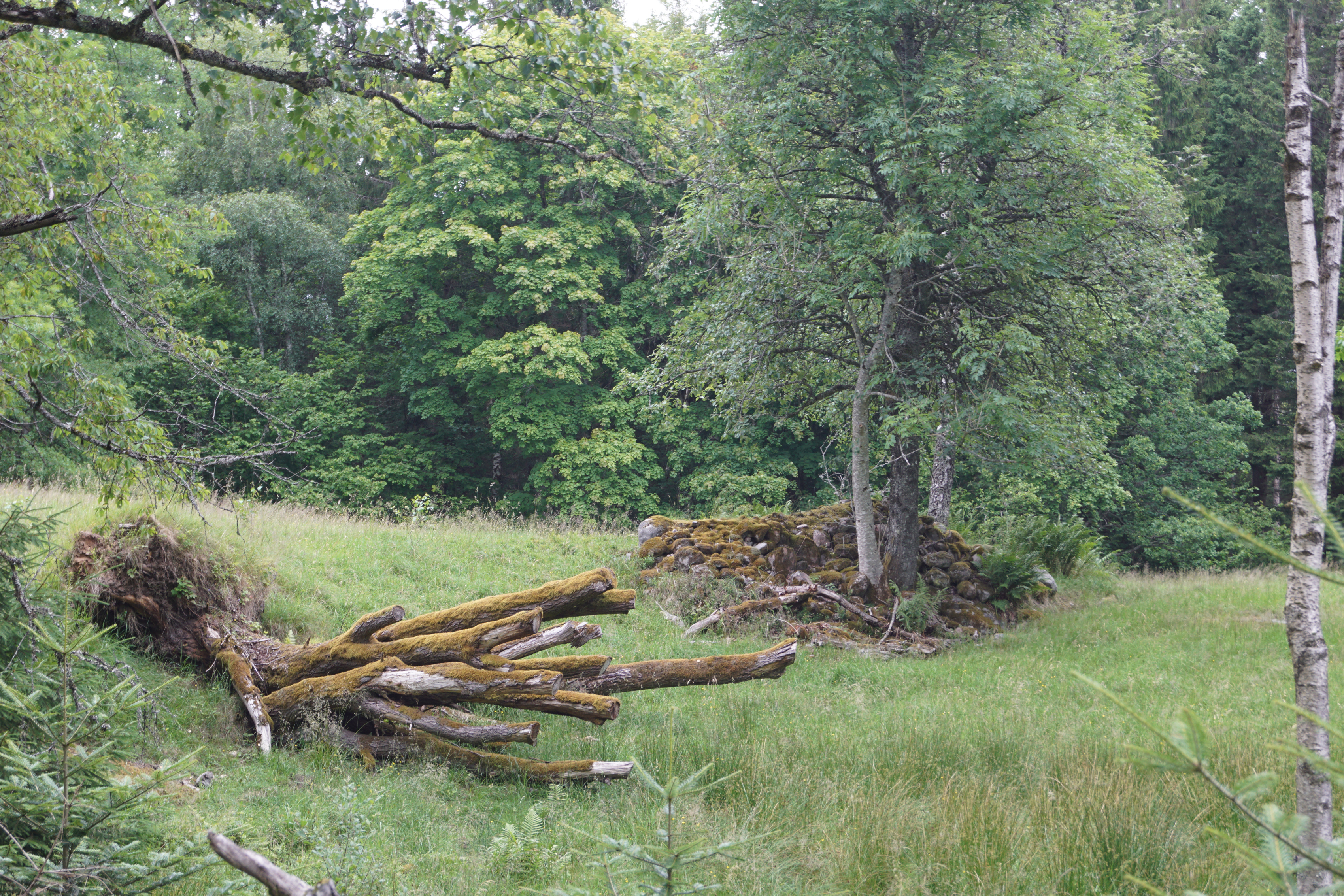
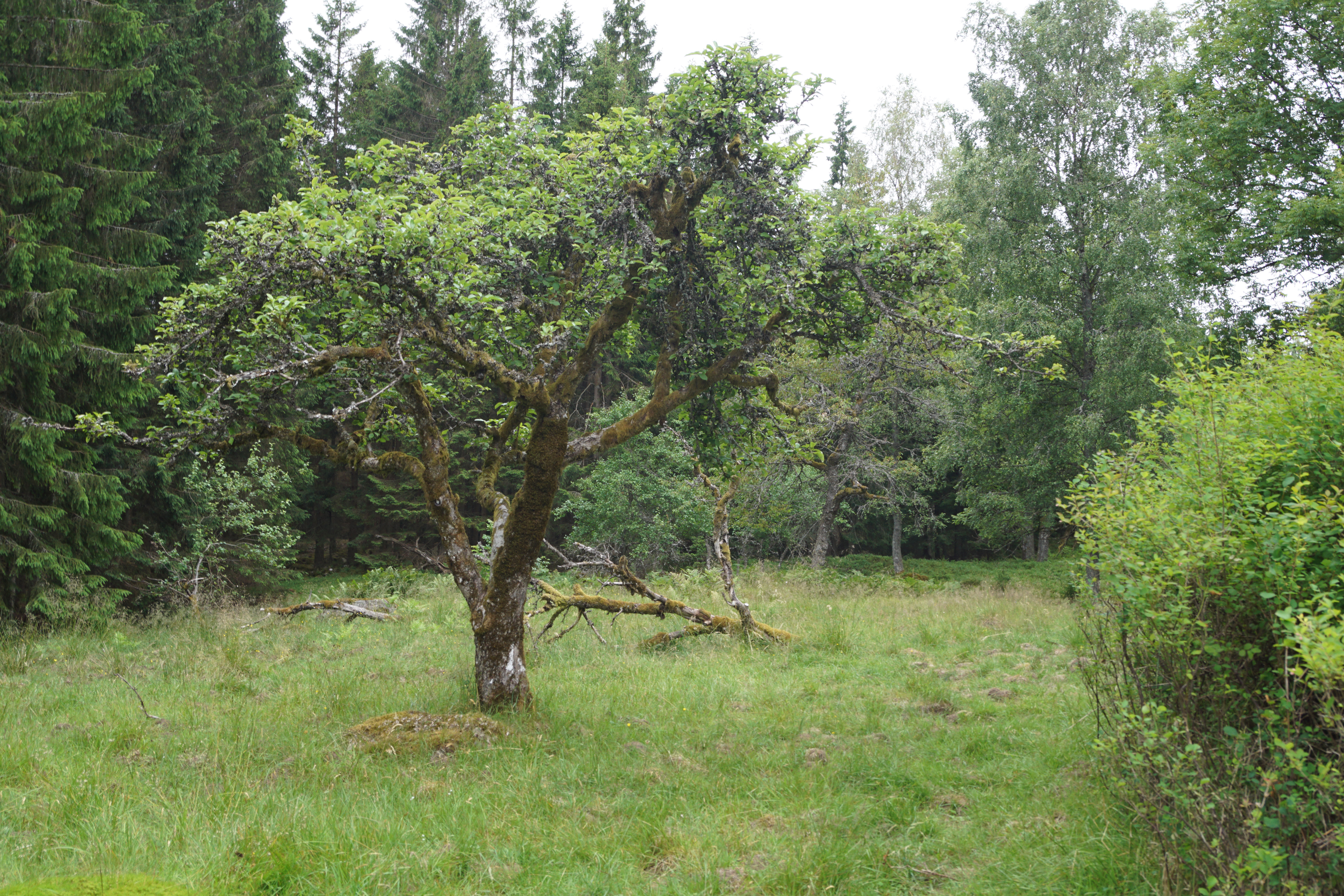